# Supersport-300-Weltmeisterschaft 2024
Die Supersport-300-WM-Saison 2024 ist die achte in der Geschichte der FIM-Supersport-300-Weltmeisterschaft. Voraussichtlich werden bei zwölf Veranstaltungen 24 Rennen ausgetragen.

## Punkteverteilung
Weltmeister wird derjenige Fahrer beziehungsweise der Hersteller, der bis zum Saisonende die meisten Punkte in der Weltmeisterschaft angesammelt hat. Bei der Punkteverteilung werden die Platzierungen im Gesamtergebnis des jeweiligen Rennens berücksichtigt. Die fünfzehn erstplatzierten Fahrer jedes Rennens erhalten Punkte nach folgendem Schema:
| Punkteverteilung | Punkteverteilung | Punkteverteilung | Punkteverteilung | Punkteverteilung | Punkteverteilung | Punkteverteilung | Punkteverteilung | Punkteverteilung | Punkteverteilung | Punkteverteilung | Punkteverteilung | Punkteverteilung | Punkteverteilung | Punkteverteilung | Punkteverteilung |
| ---------------- | ---------------- | ---------------- | ---------------- | ---------------- | ---------------- | ---------------- | ---------------- | ---------------- | ---------------- | ---------------- | ---------------- | ---------------- | ---------------- | ---------------- | ---------------- |
| Platz            | 1                | 2                | 3                | 4                | 5                | 6                | 7                | 8                | 9                | 10               | 11               | 12               | 13               | 14               | 15               |
| Punkte           | 25               | 20               | 16               | 13               | 11               | 10               | 9                | 8                | 7                | 6                | 5                | 4                | 3                | 2                | 1                |

In die Wertung kommen alle erzielten Resultate.

## Wissenswertes
- Die nach den schnellsten Rennrunden sortierten neun Schnellsten des Samstagsrennens machen ab 2024 die Startaufstellung des Sonntags aus. D. h., wenn neun Fahrer eine schnellere Rennrunde gefahren sind als der Polesetter, muss dieser am Sonntag von Platz 10 starten.

## Rennkalender
| Nr. | Lauf | Datum         | Land           | Strecke                                                  | Streckenlayout |
| --- | ---- | ------------- | -------------- | -------------------------------------------------------- | -------------- |
| 1   | 1    | 23. März      | Katalonien     | Circuit de Barcelona-Catalunya (Montmeló)                |                |
| 1   | 2    | 24. März      | Katalonien     | Circuit de Barcelona-Catalunya (Montmeló)                |                |
| 2   | 1    | 20. April     | Niederlande    | TT Circuit Assen (Assen)                                 |                |
| 2   | 2    | 21. April     | Niederlande    | TT Circuit Assen (Assen)                                 |                |
| 3   | 1    | 15. Juni      | Emilia-Romagna | Misano World Circuit Marco Simoncelli (Misano Adriatico) |                |
| 3   | 2    | 16. Juni      | Emilia-Romagna | Misano World Circuit Marco Simoncelli (Misano Adriatico) |                |
| 4   | 1    | 20. Juli      | Tschechien     | Autodrom Most (Most)                                     |                |
| 4   | 2    | 21. Juli      | Tschechien     | Autodrom Most (Most)                                     |                |
| 5   | 1    | 10. August    | Portugal       | Autódromo Internacional do Algarve (Portimão)            |                |
| 5   | 2    | 11. August    | Portugal       | Autódromo Internacional do Algarve (Portimão)            |                |
| 6   | 1    | 24. August    | Frankreich     | Circuit de Nevers Magny-Cours (Magny-Cours)              | ´´             |
| 6   | 2    | 22. September | Frankreich     | Circuit de Nevers Magny-Cours (Magny-Cours)              | ´´             |
| 7   | 1    | 28. September | Aragonien      | Motorland Aragón (Alcañiz)                               |                |
| 7   | 2    | 29. September | Aragonien      | Motorland Aragón (Alcañiz)                               |                |
| 8   | 1    | 19. Oktober   | Spanien        | Circuito de Jerez (Jerez de la Frontera)                 |                |
| 8   | 2    | 20. Oktober   | Spanien        | Circuito de Jerez (Jerez de la Frontera)                 |                |

## Teams und Fahrer
| Team                                   | Hersteller | Maschine  | Nr. | Fahrer                 | Läufe  |
| -------------------------------------- | ---------- | --------- | --- | ---------------------- | ------ |
| Accolade Smrž Racing BGR               | Kawasaki   | Ninja 400 | 11  | Filip Novotný          | 1–5    |
| Accolade Smrž Racing BGR               | Kawasaki   | Ninja 400 | 27  | Christopher Clark      | 1–5    |
| Deza-Box 77 Racing Team                | Kawasaki   | Ninja 400 | 71  | Iván Bolaño Hernández  | 1–5    |
| Deza-Box 77 Racing Team                | Kawasaki   | Ninja 400 | 77  | José Manuel Osuna Saez | 1–5    |
| Füsport-RT Motorsports by SKM-Kawasaki | Kawasaki   | Ninja 400 | 50  | Carter Thompson        | 4–5    |
| Füsport-RT Motorsports by SKM-Kawasaki | Kawasaki   | Ninja 400 | 53  | Petr Svoboda           | 1–3    |
| Füsport-RT Motorsports by SKM-Kawasaki | Kawasaki   | Ninja 400 | 58  | Iñigo Iglesias         | 1–5    |
| Kawasaki GP Project                    | Kawasaki   | Ninja 400 | 25  | Mattia Martella        | 1–5    |
| Kawasaki GP Project                    | Kawasaki   | Ninja 400 | 47  | Fenton Seabright       | 1–5    |
| MGIM Corse                             | Kawasaki   | Ninja 400 | 19  | Nicola Plazzi          | 3      |
| Molenaar Racing                        | Kawasaki   | Ninja 400 | 33  | Senna van den Hoven    | 2      |
| MRT Corse                              | Kawasaki   | Ninja 400 | 5   | Matteo Bonetti         | 3      |
| MTM Kawasaki                           | Kawasaki   | Ninja 400 | 7   | Loris Veneman          | 1–5    |
| MTM Kawasaki                           | Kawasaki   | Ninja 400 | 26  | Mirko Gennai           | 1–5    |
| Pons Motorsport Italka Racing          | Kawasaki   | Ninja 400 | 79  | Tomás Alonso           | 5      |
| ProDina Racing WorldSSP300             | Kawasaki   | Ninja 400 | 8   | Bruno Ieraci           | 1–5    |
| ProDina Racing WorldSSP300             | Kawasaki   | Ninja 400 | 29  | Giacomo Zannini        | 1–5    |
| Rohac & Fejta Motoracing Kawasaki      | Kawasaki   | Ninja 400 | 86  | Daniel Turecek         | 4      |
| Team#109 Retro Traffic Kawasaki        | Kawasaki   | Ninja 400 | 14  | Kavin Quintal          | 4      |
| Team#109 Retro Traffic Kawasaki        | Kawasaki   | Ninja 400 | 88  | Daniel Mogeda          | 1–3, 5 |
| Team Flembbo – PL Performance          | Kawasaki   | Ninja 400 | 17  | Ruben Bijman           | 1–4    |
| Team Flembbo – PL Performance          | Kawasaki   | Ninja 400 | 18  | Varis Fleming          | 3      |
| Team Flembbo – PL Performance          | Kawasaki   | Ninja 400 | 85  | Kevin Sabatucci        | 1–2,4  |
| KOVE Racing Team                       | Kove       | 321RR     | 22  | Marc García            | 1–4    |
| KOVE Racing Team                       | Kove       | 321RR     | 48  | Julio Garcia González  | 1–4    |
| Freudenberg KTM WorldSSP Team          | KTM        | RC 390 R  | 1   | Jeffrey Buis           | 1–4    |
| Freudenberg KTM WorldSSP Team          | KTM        | RC 390 R  | 66  | Phillip Tonn           | 1–4    |
| Freudenberg KTM WorldSSP Team          | KTM        | RC 390 R  | 69  | Oliver Svendsen        | 4      |
| ARCO SASH MotoR University Team        | Yamaha     | YZF-R3    | 23  | Samuel Di Sora         | 1–5    |
| ARCO SASH MotoR University Team        | Yamaha     | YZF-R3    | 55  | Unai Calatayud         | 1–5    |
| MS Racing                              | Yamaha     | YZF-R3    | 24  | Michel Agazzi          | 1–3    |
| MS Racing                              | Yamaha     | YZF-R3    | 38  | David Salvador         | 1–5    |
| MS Racing                              | Yamaha     | YZF-R3    | 99  | Humberto Maier         | 4–5    |
| Pata Yamaha AG Motorsport Italia       | Yamaha     | YZF-R3    | 41  | Raffaele Tragni        | 1–5    |
| Pata Yamaha AG Motorsport Italia       | Yamaha     | YZF-R3    | 91  | Matteo Vannucci        | 1–5    |
| ProGP NitiRacing                       | Yamaha     | YZF-R3    | 56  | Galang Hendra Pratama  | 1–5    |
| Racestar                               | Yamaha     | YZF-R3    | 4   | Emanuele Cazzaniga     | 1      |
| Racing DC                              | Yamaha     | YZF-R3    | 12  | Dylan Czarkowski       | 2      |
| Team BrCorse                           | Yamaha     | YZF-R3    | 43  | Marco Gaggi            | 1–5    |
| Team BrCorse                           | Yamaha     | YZF-R3    | 57  | Aldi Mahendra          | 1–5    |
| Yamaha AD78 FIM LA By MS Racing        | Yamaha     | YZF-R3    | 62  | Kevin Fontainha        | 1–5    |
| Yamaha AD78 FIM LA By MS Racing        | Yamaha     | YZF-R3    | 80  | Gustavo Manso          | 1–5    |
| Yamaha Motoxracing WorldSSP300 Team    | Yamaha     | YZF-R3    | 9   | Emiliano Ercolani      | 1–5    |
| Yamaha Motoxracing WorldSSP300 Team    | Yamaha     | YZF-R3    | 31  | Elia Bartolini         | 1–5    |

| Legende         |
| --------------- |
| Stammfahrer     |
| Wildcard-Fahrer |
| Ersatzfahrer    |

## Rennergebnisse
| Nr. | Datum  | Rennen      | Strecke                            | Pole-Position         | Lauf | Platz 1        | Platz 2               | Platz 3               | Schn. Rennrunde       | Gesamtführung  | Gesamtführung                          | Gesamtführung |
| Nr. | Datum  | Rennen      | Strecke                            | Pole-Position         | Lauf | Platz 1        | Platz 2               | Platz 3               | Schn. Rennrunde       | Fahrer         | Team                                   | Konstrukteur  |
| --- | ------ | ----------- | ---------------------------------- | --------------------- | ---- | -------------- | --------------------- | --------------------- | --------------------- | -------------- | -------------------------------------- | ------------- |
| 1   | 23.03. | Spanien     | Circuit de Barcelona-Catalunya     | Julio Garcia González | 1    | Jeffrey Buis   | Aldi Mahendra         | Samuel Di Sora        | Marc García           | Jeffrey Buis   | Freudenberg KTM WorldSSP Team          | KTM           |
| 1   | 24.03. | Spanien     | Circuit de Barcelona-Catalunya     |                       | 2    | Iñigo Iglesias | Julio Garcia González | Bruno Ieraci          | Julio Garcia González | Iñigo Iglesias | Füsport-RT Motorsports by SKM-Kawasaki | Kawasaki      |
| 2   | 20.04. | Niederlande | TT Circuit Assen                   | Fenton Seabright      | 1    | Daniel Mogeda  | Unai Calatayud        | Iñigo Iglesias        | Aldi Mahendra         | Iñigo Iglesias | Füsport-RT Motorsports by SKM-Kawasaki | Kawasaki      |
| 2   | 21.04. | Niederlande | TT Circuit Assen                   |                       | 2    | Daniel Mogeda  | Loris Veneman         | Petr Svoboda          | Julio Garcia González | Daniel Mogeda  | Füsport-RT Motorsports by SKM-Kawasaki | Kawasaki      |
| 3   | 15.06. | Italien     | Misano Adriatico                   | Daniel Mogeda         | 1    | Iñigo Iglesias | Aldi Mahendra         | Mirko Gennai          | Mirko Gennai          | Iñigo Iglesias | Füsport-RT Motorsports by SKM-Kawasaki | Kawasaki      |
| 3   | 16.06. | Italien     | Misano Adriatico                   |                       | 2    | Aldi Mahendra  | Jeffrey Buis          | Iñigo Iglesias        | Mirko Gennai          | Iñigo Iglesias | Füsport-RT Motorsports by SKM-Kawasaki | Kawasaki      |
| 4   | 20.07. | Tschechien  | Autodrom Most                      | Loris Veneman         | 1    | Loris Veneman  | Marc García           | Carter Thompson       | Carter Thompson       | Iñigo Iglesias | Füsport-RT Motorsports by SKM-Kawasaki | Kawasaki      |
| 4   | 21.07. | Tschechien  | Autodrom Most                      |                       | 2    | Loris Veneman  | Iñigo Iglesias        | Aldi Mahendra         | David Salvador        | Iñigo Iglesias | Füsport-RT Motorsports by SKM-Kawasaki | Kawasaki      |
| 5   | 20.07. | Portugal    | Autódromo Internacional do Algarve | Loris Veneman         | 1    | Mirko Gennai   | Carter Thompson       | Marc García           | Matteo Vanucci        | Iñigo Iglesias | Füsport-RT Motorsports by SKM-Kawasaki | Kawasaki      |
| 5   | 21.07. | Portugal    | Autódromo Internacional do Algarve |                       | 2    | Mirko Gennai   | Loris Veneman         | Julio Garcia González | Loris Veneman         | Loris Veneman  | MTM Kawasaki                           | Kawasaki      |
| 6   | 24.08. | Frankreich  | Circuit de Nevers Magny-Cours      |                       | 1    |                |                       |                       |                       |                |                                        | Kawasaki      |
| 6   | 25.08. | Frankreich  | Circuit de Nevers Magny-Cours      |                       | 2    |                |                       |                       |                       |                |                                        | Kawasaki      |
| 7   | 28.09. | Spanien     | Motorland Aragón                   |                       | 1    |                |                       |                       |                       |                |                                        | Kawasaki      |
| 7   | 29.09. | Spanien     | Motorland Aragón                   |                       | 2    |                |                       |                       |                       |                |                                        |               |
| 8   | 19.10. | Spanien     | Circuito de Jerez                  |                       | 1    |                |                       |                       |                       |                |                                        |               |
| 8   | 20.10. | Spanien     | Circuito de Jerez                  |                       | 2    |                |                       |                       |                       |                |                                        |               |

## Wertungen

### Fahrer
| Pos. | Fahrer                 | Maschine | ESP | ESP | NLD | NLD | ITA | ITA | CZE | CZE | POR | POR | FRA | FRA | ESP | ESP | ESP | ESP | Gesamt- punkte |
| Pos. | Fahrer                 | Maschine | R1  | R2  | R1  | R2  | R1  | R2  | R1  | R2  | R1  | R2  | R1  | R2  | R1  | R2  | R1  | R2  | Gesamt- punkte |
| ---- | ---------------------- | -------- | --- | --- | --- | --- | --- | --- | --- | --- | --- | --- | --- | --- | --- | --- | --- | --- | -------------- |
| 1    | Loris Veneman          | Kawasaki | 5   | 15  | 5   | 2   | 7   | 12  | 1   | 1   | 2   | 2   |     |     |     |     |     |     | 139            |
| 2    | Iñigo Iglesias         | Kawasaki | 13  | 1   | 3   | 4   | 1   | 3   | 5   | 2   | DNF | DNF |     |     |     |     |     |     | 129            |
| 3    | Aldi Mahendra          | Yamaha   | 2   | 8   | 8   | 11  | 2   | 1   | 8   | 3   | 6   | 8   |     |     |     |     |     |     | 128            |
| 4    | Mirko Gennai           | Kawasaki | 6   | 12  | DNF | DNF | 3   | 10  | 4   | DNF | 1   | 1   |     |     |     |     |     |     | 99             |
| 5    | Marc García            | Kove     | 7   | 18  | 9   | DNF | 4   | 9   | 2   | 12  | 3   | 4   |     |     |     |     |     |     | 89             |
| 6    | Daniel Mogeda          | Kawasaki | DNF | 4   | 1   | 1   | DNF | DNS | INJ | INJ | 13  | 6   |     |     |     |     |     |     | 76             |
| 7    | Jeffrey Buis           | KTM      | 1   | 17  | DNF | DNS | 6   | 2   | 21  | DNF | 7   | 7   |     |     |     |     |     |     | 73             |
| 11   | Petr Svoboda           | Kawasaki | 4   | 5   | 4   | 3   | DNF | DNS | INJ | INJ | INJ | INJ |     |     |     |     |     |     | 53             |
| 9    | Galang Hendra Pratama  | Yamaha   | DNF | 7   | 6   | 5   | DNF | 4   | 13  | 8   |     |     |     |     |     |     |     |     | 63             |
| 10   | Marco Gaggi            | Yamaha   | 9   | 10  | 10  | 7   | 11  | 5   | 13  |     |     |     |     |     |     |     |     |     | 47             |
| 11   | Bruno Ieraci           | Kawasaki | DNF | 3   | DNF | 8   | 12  | 13  | 11  |     |     |     |     |     |     |     |     |     | 36             |
| 12   | José Manuel Osuna Saez | Kawasaki | 22  | 13  | DNF | 12  | 5   | 7   | 7   |     |     |     |     |     |     |     |     |     | 36             |
| 13   | Unai Calatayud         | Yamaha   | DNF | 6   | 2   | DNF | 14  | 20  | 19  |     |     |     |     |     |     |     |     |     | 33             |
| 14   | Samuel Di Sora         | Yamaha   | 3   | 9   | DNF | 9   | 16  | DNF | DNF |     |     |     |     |     |     |     |     |     | 30             |
| 15   | David Salvador         | Yamaha   | 12  | 16  | DNF | 22  | 9   | 6   | 10  |     |     |     |     |     |     |     |     |     | 27             |
| 16   | Julio Garcia González  | Kove     | DNF | 2   | DNF | 10  | DNF | 19  | 20  |     |     |     |     |     |     |     |     |     | 26             |
| 17   | Elia Bartolini         | Yamaha   | 11  | 21  | 16  | 6   | DNF | 8   | 16  |     |     |     |     |     |     |     |     |     | 23             |
| 18   | Ruben Bijman           | Kawasaki | 8   | 11  | 7   | DNF | 18  | 17  | DNF |     |     |     |     |     |     |     |     |     | 22             |
| 19   | Carter Thompson        | Kawasaki |     |     |     |     |     |     | 3   |     |     |     |     |     |     |     |     |     | 16             |
| 20   | Oliver Svendsen        | KTM      |     |     |     |     |     |     | 6   |     |     |     |     |     |     |     |     |     | 10             |
| 21   | Fenton Seabright       | Kawasaki | 25  | 14  | 13  | DNF | 13  | 14  | 17  |     |     |     |     |     |     |     |     |     | 10             |
| 22   | Matteo Vannucci        | Yamaha   | 14  | 19  | DNF | DNS | 8   | DNF | DNF |     |     |     |     |     |     |     |     |     | 10             |
| 23   | Gustavo Manso          | Yamaha   | 20  | 31  | 15  | 15  | 10  | DNF | 18  |     |     |     |     |     |     |     |     |     | 8              |
| 24   | Humberto Maier         | Yamaha   |     |     |     |     |     |     | 9   |     |     |     |     |     |     |     |     |     | 7              |
| 25   | Phillip Tonn           | KTM      | DNF | 29  | 12  | 13  | 19  | 16  | 30  |     |     |     |     |     |     |     |     |     | 7              |
| 26   | Emiliano Ercolani      | Yamaha   | 26  | DNF | DNF | 23  | DNF | 11  | 14  |     |     |     |     |     |     |     |     |     | 7              |
| 27   | Emanuele Cazzaniga     | Yamaha   | 10  | 23  |     |     |     |     |     |     |     |     |     |     |     |     |     |     | 6              |
| 28   | Dylan Czarkowski       | Yamaha   |     |     | 11  | 21  |     |     |     |     |     |     |     |     |     |     |     |     | 5              |
| 29   | Kevin Fontainha        | Yamaha   | 15  | 20  | DNF | 14  | 17  | 18  | 15  |     |     |     |     |     |     |     |     |     | 4              |
| 30   | Raffaele Tragni        | Yamaha   | 17  | 25  | 14  | 18  | 15  | DNF | 24  |     |     |     |     |     |     |     |     |     | 3              |
| 31   | Iván Bolaño Hernández  | Kawasaki | 18  | 22  | 22  | DNF | 22  | 15  | DNS |     |     |     |     |     |     |     |     |     | 1              |
| 32   | Michel Agazzi          | Yamaha   | 16  | 27  | 17  | DNF | DNF | 26  |     |     |     |     |     |     |     |     |     |     | 0              |
| 33   | Giacomo Zannini        | Kawasaki | 21  | 28  | 21  | 16  | DNF | 21  | 26  |     |     |     |     |     |     |     |     |     | 0              |
| 34   | Filip Novotný          | Kawasaki | 23  | 24  | 18  | 17  | 21  | 25  | 22  |     |     |     |     |     |     |     |     |     | 0              |
| 35   | Mattia Martella        | Kawasaki | 19  | 26  | 19  | DNF | 24  | 24  | 27  |     |     |     |     |     |     |     |     |     | 0              |
| 36   | Senna van den Hoven    | Kawasaki |     |     | 20  | 19  |     |     |     |     |     |     |     |     |     |     |     |     | 0              |
| 37   | Matteo Bonetti         | Kawasaki |     |     |     |     | 20  | 22  |     |     |     |     |     |     |     |     |     |     | 0              |
| 38   | Christopher Clark      | Kawasaki | 24  | 30  | DNF | 20  | 25  | 27  | 23  |     |     |     |     |     |     |     |     |     | 0              |
| 39   | Nicola Plazzi          | Kawasaki |     |     |     |     | 23  | 23  |     |     |     |     |     |     |     |     |     |     | 0              |
| 40   | Kevin Sabatucci        | Kawasaki | DNF | DNF | DNF | DNS | INJ | INJ | 25  |     |     |     |     |     |     |     |     |     | 0              |
| 41   | Daniel Turecek         | Kawasaki |     |     |     |     |     |     | 28  |     |     |     |     |     |     |     |     |     | 0              |
| 42   | Kavin Quintal          | Kawasaki |     |     |     |     |     |     | 29  |     |     |     |     |     |     |     |     |     | 0              |
|      | Varis Fleming          | Kawasaki |     |     |     |     | DNF | DNF |     |     |     |     |     |     |     |     |     |     | 0              |

| Farbe         | Bedeutung                               |
| ------------- | --------------------------------------- |
| Gold          | Sieger                                  |
| Silber        | 2. Platz                                |
| Bronze        | 3. Platz                                |
| Grün          | Platzierung in den Punkten              |
| Blau          | Klassifiziert außerhalb der Punkteränge |
| Violett       | Rennen nicht beendet (DNF)              |
| Violett       | nicht klassifiziert (NC)                |
| Rot           | nicht qualifiziert (DNQ)                |
| Schwarz       | disqualifiziert (DSQ)                   |
| Weiß          | nicht am Start (DNS)                    |
| Weiß          | zurückgezogen (WD)                      |
| Weiß          | Rennen abgesagt (C)                     |
| ohne Farbe    | nicht am Training teilgenommen (DNP)    |
| ohne Farbe    | verletzt oder krank (INJ)               |
| ohne Farbe    | ausgeschlossen (EX)                     |
| ohne Farbe    | nicht erschienen (DNA)                  |
| fett          | Pole-Position                           |
| kursiv        | Schnellste Rennrunde                    |
| unterstrichen | WM-Führung                              |
| hochgestellt  | Platzierung im Sprintrennen             |

### Konstrukteure
| Pos. | Konstrukteur | ESP | ESP | NLD | NLD | ITA | ITA | CZE | CZE | POR | POR | FRA | FRA | ESP | ESP | ESP | ESP | Gesamt- punkte |
| Pos. | Konstrukteur | R1  | R2  | R1  | R2  | R1  | R2  | R1  | R2  | R1  | R2  | R1  | R2  | R1  | R2  | R1  | R2  | Gesamt- punkte |
| ---- | ------------ | --- | --- | --- | --- | --- | --- | --- | --- | --- | --- | --- | --- | --- | --- | --- | --- | -------------- |
| 1    | Kawasaki     | 4   | 1   | 1   | 1   | 1   | 3   | 1   |     |     |     |     |     |     |     |     |     | 154            |
| 2    | Yamaha       | 2   | 6   | 2   | 5   | 2   | 1   | 8   |     |     |     |     |     |     |     |     |     | 114            |
| 3    | Kove         | 7   | 2   | 9   | 10  | 4   | 9   | 2   |     |     |     |     |     |     |     |     |     | 82             |
| 4    | KTM          | 1   | 29  | 12  | 13  | 6   | 2   | 6   |     |     |     |     |     |     |     |     |     | 72             |

### Teams
| Pos. | Konstrukteur                           | Nr. | ESP | ESP | NLD | NLD | ITA | ITA | CZE | CZE | POR | POR | FRA | FRA | ESP | ESP | ESP | ESP | Gesamt- punkte |
| Pos. | Konstrukteur                           | Nr. | R1  | R2  | R1  | R2  | R1  | R2  | R1  | R2  | R1  | R2  | R1  | R2  | R1  | R2  | R1  | R2  | Gesamt- punkte |
| ---- | -------------------------------------- | --- | --- | --- | --- | --- | --- | --- | --- | --- | --- | --- | --- | --- | --- | --- | --- | --- | -------------- |
| 1    | Füsport-RT Motorsports by SKM-Kawasaki | 50  |     |     |     |     |     |     | 3   | DNF | 2   |     |     |     |     |     |     |     | 218            |
| 1    | Füsport-RT Motorsports by SKM-Kawasaki | 53  | 4   | 5   | 4   | 3   | DNF | DNS | INJ | INJ | INJ | INJ |     |     |     |     |     |     | 218            |
| 1    | Füsport-RT Motorsports by SKM-Kawasaki | 58  | 13  | 1   | 3   | 4   | 1   | 3   | 5   | 2   | DNF |     |     |     |     |     |     |     | 218            |
| 2    | MTM Kawasaki                           | 7   | 5   | 15  | 5   | 2   | 7   | 12  | 1   | 1   | 4   |     |     |     |     |     |     |     | 193            |
| 2    | MTM Kawasaki                           | 26  | 6   | 12  | DNF | DNF | 3   | 10  | 4   | DNF | 1   |     |     |     |     |     |     |     | 193            |
| 3    | Team BrCorse                           | 43  | 9   | 10  | 10  | 7   | 11  | 5   | 13  | 6   | 10  |     |     |     |     |     |     |     | 183            |
| 3    | Team BrCorse                           | 57  | 2   | 8   | 8   | 11  | 2   | 1   | 8   | 3   | 6   |     |     |     |     |     |     |     | 183            |
| 4    | KOVE Racing Team                       | 22  | 7   | 18  | 9   | DNF | 4   | 9   | 2   | 12  | 3   |     |     |     |     |     |     |     | 118            |
| 4    | KOVE Racing Team                       | 48  | DNF | 2   | DNF | 10  | DNF | 19  | 20  | 7   | 9   |     |     |     |     |     |     |     | 118            |
| 5    | Freudenberg KTM WorldSSP Team          | 1   | 1   | 17  | DNF | DNS | 6   | 2   | 21  | DNF | 7   |     |     |     |     |     |     |     | 75             |
| 5    | Freudenberg KTM WorldSSP Team          | 66  | DNF | 29  | 12  | 13  | 19  | 16  | 30  | 16  | 12  |     |     |     |     |     |     |     | 75             |
| 6    | Team#109 Retro Traffic Kawasaki        | 14  |     |     |     |     |     |     | 29  | 21  |     |     |     |     |     |     |     |     | 66             |
| 6    | Team#109 Retro Traffic Kawasaki        | 88  | DNF | 4   | 1   | 1   | DNF | DNS | INJ | INJ | 13  |     |     |     |     |     |     |     | 66             |
| 7    | ARCO SASH MotoR University Team        | 23  | 3   | 9   | DNF | 9   | 16  | DNF | DNF |     |     |     |     |     |     |     |     |     | 62             |
| 7    | ARCO SASH MotoR University Team        | 55  | DNF | 6   | 2   | DNF | 14  | 20  | 19  |     |     |     |     |     |     |     |     |     | 62             |
| 8    | ProGP NitiRacing                       | 56  | DNF | 7   | 6   | 5   | DNF | 4   | 13  | 8   | 8   |     |     |     |     |     |     |     | 62             |
| 9    | Deza-Box 77 Racing Team                | 71  | 18  | 22  | 22  | DNF | 22  | 15  | DNS |     |     |     |     |     |     |     |     |     | 37             |
| 9    | Deza-Box 77 Racing Team                | 77  | 22  | 13  | DNF | 12  | 5   | 7   | 7   |     |     |     |     |     |     |     |     |     | 37             |
| 10   | ProDina Racing WorldSSP300             | 8   | DNF | 3   | DNF | 8   | 12  | 13  | 11  |     |     |     |     |     |     |     |     |     | 36             |
| 10   | ProDina Racing WorldSSP300             | 29  | 21  | 28  | 21  | 16  | DNF | 21  | 26  |     |     |     |     |     |     |     |     |     | 36             |
| 11   | MS Racing                              | 24  | 16  | 27  | 17  | DNF | DNF | 26  |     |     |     |     |     |     |     |     |     |     | 34             |
| 11   | MS Racing                              | 38  | 12  | 16  | DNF | 22  | 9   | 6   | 10  |     |     |     |     |     |     |     |     |     | 34             |
| 11   | MS Racing                              | 99  |     |     |     |     |     |     | 9   |     |     |     |     |     |     |     |     |     | 34             |
| 12   | Yamaha Motoxracing WorldSSP300 Team    | 9   | 11  | 21  | 16  | 6   | DNF | 8   | 16  |     |     |     |     |     |     |     |     |     | 30             |
| 12   | Yamaha Motoxracing WorldSSP300 Team    | 31  | 26  | DNF | DNF | 23  | DNF | 11  | 14  |     |     |     |     |     |     |     |     |     | 30             |
| 13   | Team Flembbo – PL Performance          | 17  | 8   | 11  | 7   | DNF | 18  | 17  | DNF |     |     |     |     |     |     |     |     |     | 22             |
| 13   | Team Flembbo – PL Performance          | 18  |     |     |     |     | DNF | DNF |     |     |     |     |     |     |     |     |     |     | 22             |
| 13   | Team Flembbo – PL Performance          | 85  | DNF | DNF | DNF | DNS | INJ | INJ | 25  |     |     |     |     |     |     |     |     |     | 22             |
| 14   | Pata Yamaha AG Motorsport Italia       | 41  | 17  | 25  | 14  | 18  | 15  | DNF | 24  |     |     |     |     |     |     |     |     |     | 13             |
| 14   | Pata Yamaha AG Motorsport Italia       | 91  | 14  | 19  | DNF | DNS | 8   | DNF | DNF |     |     |     |     |     |     |     |     |     | 13             |
| 15   | Yamaha AD78 FIM LA By MS Racing        | 62  | 15  | 20  | DNF | 14  | 17  | 18  | 15  |     |     |     |     |     |     |     |     |     | 12             |
| 15   | Yamaha AD78 FIM LA By MS Racing        | 80  | DNF | 29  | 12  | 13  | 19  | 16  | 18  |     |     |     |     |     |     |     |     |     | 12             |
| 16   | Kawasaki GP Project                    | 25  | 19  | 26  | 19  | DNF | 24  | 24  | 27  |     |     |     |     |     |     |     |     |     | 10             |
| 16   | Kawasaki GP Project                    | 47  | 25  | 14  | 13  | DNF | 13  | 14  | 17  |     |     |     |     |     |     |     |     |     | 10             |
| 17   | Racestar                               | 4   | 10  | 23  |     |     |     |     |     |     |     |     |     |     |     |     |     |     | 6              |
| 18   | Racing DC                              | 12  |     |     | 11  | 21  |     |     |     |     |     |     |     |     |     |     |     |     | 5              |
| 19   | Accolade Smrž Racing BGR               | 11  | 23  | 24  | 18  | 17  | 21  | 25  | 22  |     |     |     |     |     |     |     |     |     | 0              |
| 19   | Accolade Smrž Racing BGR               | 27  | 24  | 30  | DNF | 20  | 25  | 27  | 23  |     |     |     |     |     |     |     |     |     | 0              |
| 20   | Molenaar Racing                        | 33  |     |     | 20  | 19  |     |     |     |     |     |     |     |     |     |     |     |     | 0              |
| 21   | MRT Corse                              | 5   |     |     |     |     | 20  | 22  |     |     |     |     |     |     |     |     |     |     | 0              |
| 22   | MGIM Corse                             | 19  |     |     |     |     | 23  | 23  |     |     |     |     |     |     |     |     |     |     | 0              |
| 23   | Rohac & Fejta Motoracing Kawasaki      | 86  |     |     |     |     |     |     | 28  |     |     |     |     |     |     |     |     |     | 0              |